# Prasinococcus
Prasinococcus, vrsta alge iz zapadnog Pacifika smještena u vlastitu porodicu i red, dio razreda Palmophyllophyceae. Porodica čini samostalan red Prasinococcales u razredu Palmophyllophyceae.